# Liste der Monuments historiques in Corme-Écluse
Die Liste der Monuments historiques in Corme-Écluse führt die Monuments historiques in der französischen Gemeinde Corme-Écluse auf.

## Liste der Bauwerke
| Bezeichnung       | Beschreibung              | Standort | Kennzeichnung | Schutzstatus | Datum | Bild           |
| ----------------- | ------------------------- | -------- | ------------- | ------------ | ----- | -------------- |
| Kirche Notre-Dame | Erbaut im 12. Jahrhundert | (Lage)   | PA00104658    | Classé       | 1910  | weitere Bilder |